# زقزاقية
زقزاقية او رسول الغيث أو الزقزاقيات (الاسم العلمي: Charadriidae) هي فصيلة الطيور تتبع رتبة الزقزاقيات من طائفة الطيور.

## أسر
- زقزاقاوات

## أجناس
- زقزاق